# Лайза Бейлісс
Лайза Бейлісс  (англ. Lisa Bayliss, 27 листопада 1966) — британська хокеїстка на траві, олімпійська медалістка.

## Виступи на Олімпіадах
| Олімпіада      | Дисципліна     | Місце |
| -------------- | -------------- | ----- |
| Барселона 1992 | хокей на траві | 3     |

## Зовнішні посилання
- Досьє на sport.references.com [Архівовано 5 листопада 2012 у Wayback Machine.]

1. ↑  Sports-Reference.com